# 피에리노 프라티
피에리노 프라티(이탈리아어: Pierino Prati pjeˈriːno ˈpraːti[*]; 1946년 12월 13일, 롬바르디아 주 치니셀로 발사모 ~ 2020년 6월 22일, 롬바르디아 주 코모)는 이탈리아의 전 축구 선수로, 현역 시절 주로 공격수로 활동했다. 그는 살레르니타나에서 축구에 입문해 몇몇 이탈리아 구단에서 활동했는데, 이 중 밀란 소속으로 큰 성공을 거두며 몇 차례 우승을 거두었다. 그는 1979년에 잠깐 북미 축구 리그의 로체스터 랜서스로 건너가 활동한 적도 있다.
국가대표팀 무대에서 프라티는 이탈리아를 대표로 1968년과 1974년 사이에 14경기 출전해 7골을 기록했다. 그는 안방에서 우승을 거둔 유로 1968과 준우승을 거둔 1970년 월드컵에 참가했었다.

## 클럽 경력
"짜증나는 피에리노"라는 별칭으로도 알려진 프라티는 세리에 C1의 살레르니타나에서 신고식을 치렀고, 1965-66 시즌에 우승을 거두어 세리에 B로 승격했다. 그는 많은 득점을 올리며 큰 성공을 거둔 이탈리아 거함 밀란에서 네레오 로코의 지도 하에 1960년대와 70년대에 활동한 것으로 기억되는데, 그동안 국내 및 국제 무대플 평정하며 세리에 A, 유러피언컵, 컵위너스컵 2회, 인터콘티넨털컵 1회, 그리고 코파 이탈리아 2회의 우승을 거두었고, 잔니 리베라와 찰떡궁합을 과시했다.

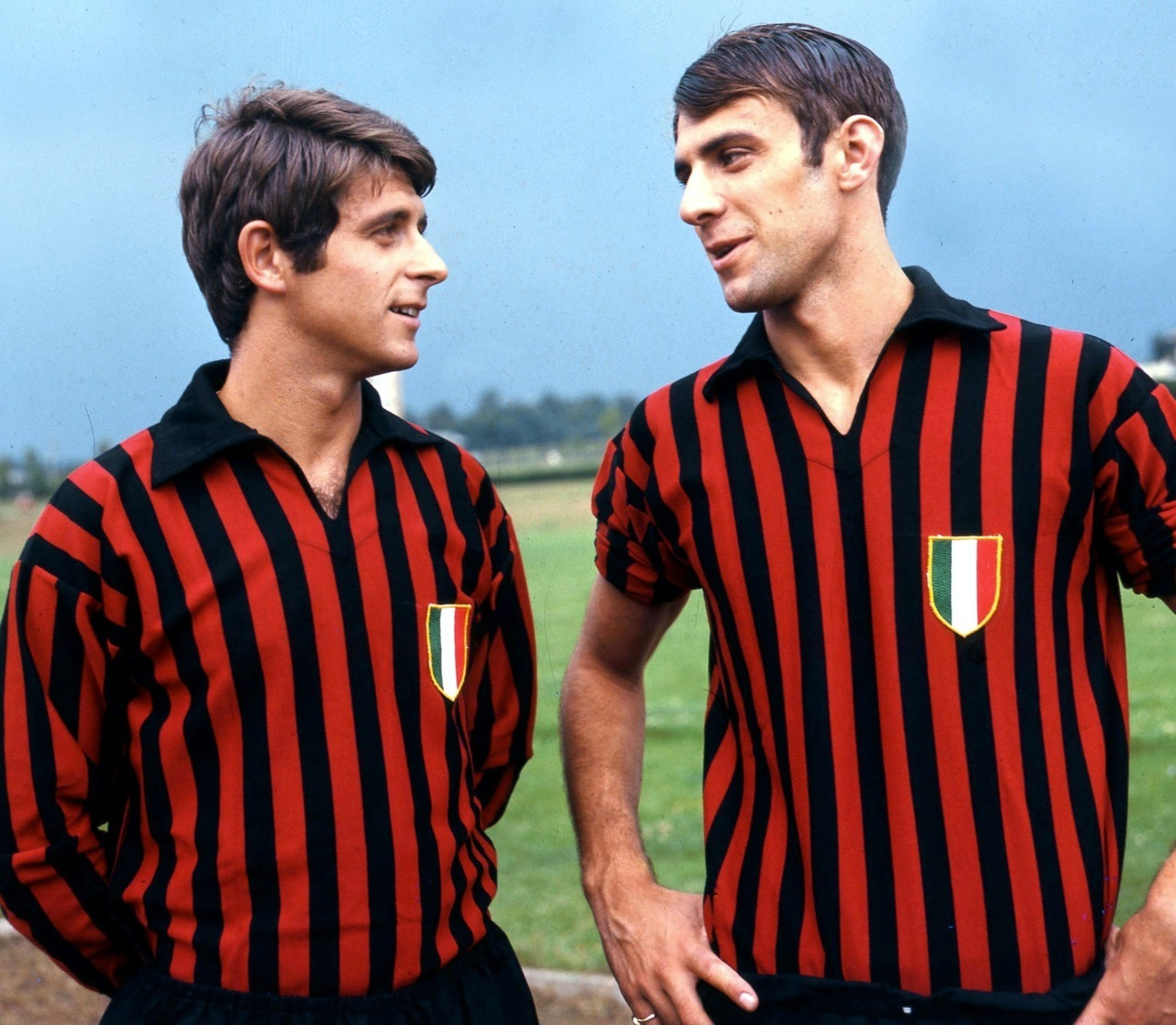
1968-69 시즌, 밀란의 잔니 리베라와 프라티

그는 1965-66 시즌 말인 1966년 9월 18일, 2-1로 이긴 베네치아와의 세리에 A 신고식을 치렀지만, 얼마 지나지 않아 1966-67 시즌 동안 사보나로 임대되었다. 그는 밀란의 1967-68 시즌 세리에 A 우승을 거들었고, 15골로 이탈리아 리그 득점왕에 등극했다. 그는 이듬해인 1969년에 유러피엍컵출전해 아약스와의 결승전에서 해트트릭으로 4-1 대승이자 2번째 빅이어 획득을 견인했고, 이 시즌 유러피언컵에서만 6골을 기록했다. 그는 챔피언스리그/유러피언컵 결승전에서 해트트릭을 기록한 마지막 선수이기도 하다. 같은 업적을 거둔 선수로는 푸슈카시 페렌츠(2회), 알프레도 디 스테파노(이상 레알 마드리드)만이 그 외에 결승전 해트트릭을 기록한 선수들이다.
현역 기간 동안 이탈리아 세리에 A에서 밀란, 로마, 그리고 피오렌티나 소속으로 12년(233경기 출전, 100골 기록) 활동했다. 그는 또다시 말년에 사보나 소속으로 세리에 C2에서 활동했고, 북미 축구 리그의 로체스터 랜서스에서도 활동했다.

## 국가대표팀 경력
프라티는 이탈리아 국가대표팀에서도 활동했다. 그는 안방에서 우승한 유로 1968의 이탈리아 주역이기도 했는데, 그는 4월 6일에 2-3으로 패한 불가리아와의 8강 1차전 경기에 출전했고, 2-0으로 이긴 2차전에서도 출전했다. 그는 이후 결승전에서 피에트로 아나스타시와 나란히 선발로 결승전에 출전했으나, 재경기에서 루이지 리바와 교체되었고, 프라티는 대체적으로 국가대표팀에서 후보 선수로서 벤치에 대기했다. 국가대표팀 소속으로 참가한 또다른 대회는 1970년 월드컵이었고, 대회의 결승전까지 올랐지만, 브라질을 넘지 못했다. 도합하여, 그는 국가대표팀 경기에서 1968년부터 1974년까지 14번 출전해 7골을 넣었다.

## 경기 방식
재능 있고, 기회를 잘 잡으며, 득점을 노리는 솜씨가 출중한 프라티는 스트라이커, 지원형 공격수, 혹은 측면 미드필더 등 공격진 어느 자리로든 잡을 수 있다. 밀란에서는 주로 좌측면을 맡아 상대를 속도, 기술, 공 배급력, 페널티 구역 안밖에서 강하고 정확하게 차 넣는 능력, 그리고 공중 경합 능력을 선보였다.

## 사생활
프라티의 아들 크리스티아노는 또한 축구 선수로, 이탈리아 하부 리그에서 활동하고 있다.

## 최후
2020년 6월 22일, 프라티는 그리 짧지 않은 투병 생활 끝에 영면에 들었다.

## 경력 통계

### 클럽
출처:
| 구단            | 시즌      | 리그 | 리그 | 컵   | 컵 | 유럽 | 유럽 | 합계 | 합계 |
| 구단            | 시즌      | 출장 | 골   | 출장 | 골 | 출장 | 골   | 출장 | 골   |
| --------------- | --------- | ---- | ---- | ---- | -- | ---- | ---- | ---- | ---- |
| 살레르니타나    | 1965–66   | 19   | 10   | -    | -  | -    | -    | 19   | 10   |
| 밀란            | 1965–66   | 2    | 0    | -    | -  | -    | -    | 2    | 0    |
| 사보나 (임대)   | 1966–67   | 29   | 15   | -    | -  | -    | -    | 29   | 15   |
| 밀란            | 1967–68   | 23   | 15   | 7    | 3  | 8    | 4    | 38   | 22   |
| 밀란            | 1968–69   | 30   | 14   | 3    | 1  | 7    | 6    | 40   | 21   |
| 밀란            | 1969–70   | 21   | 12   | 3    | 3  | 4    | 2    | 30   | 17   |
| 밀란            | 1970–71   | 29   | 19   | 10   | 3  | -    | -    | 39   | 22   |
| 밀란            | 1971–72   | 21   | 6    | 11   | 4  | 7    | 2    | 39   | 12   |
| 밀란            | 1972–73   | 17   | 6    | -    | -  | 4    | 2    | 21   | 8    |
| 로마            | 1973–74   | 23   | 8    | 3    | 0  | -    | -    | 26   | 8    |
| 로마            | 1974–75   | 29   | 14   | 10   | 8  | -    | -    | 39   | 22   |
| 로마            | 1975–76   | 10   | 2    | 3    | 3  | 6    | 0    | 19   | 5    |
| 로마            | 1976–77   | 20   | 4    | 2    | 1  | -    | -    | 22   | 5    |
| 로마            | 1977–78   | -    | -    | 4    | 1  | -    | -    | 4    | 1    |
| 피오렌티나      | 1977–78   | 8    | 0    | -    | -  | -    | -    | 8    | 0    |
| 사보나          | 1978–79   | 25   | 10   | -    | -  | -    | -    | 25   | 10   |
| 로체스터 랜서스 | 1979      | 6    | 3    | -    | -  | -    | -    | 6    | 3    |
| 사보나          | 1979–80   | 27   | 12   | -    | -  | -    | -    | 27   | 12   |
| 사보나          | 1980–81   | 27   | 12   | -    | -  | -    | -    | 27   | 12   |
| 밀란 합계       | 밀란 합계 | 143  | 72   | 34   | 14 | 30   | 16   | 207  | 102  |
| 경력 합계       | 경력 합계 | 366  | 162  | 56   | 27 | 36   | 16   | 458  | 205  |

### 국가대표팀
출처:
| 이탈리아 국가대표팀 | 이탈리아 국가대표팀 | 이탈리아 국가대표팀 |
| 연도                | 출장                | 골                  |
| ------------------- | ------------------- | ------------------- |
| 1968                | 4                   | 2                   |
| 1969                | 2                   | 0                   |
| 1970                | 1                   | 1                   |
| 1971                | 4                   | 2                   |
| 1972                | 2                   | 2                   |
| 1973                | 0                   | 0                   |
| 1974                | 1                   | 0                   |
| 합계                | 14                  | 7                   |

## 합계

### 클럽
살레르니타나
- 세리에 C1: 1965–66

밀란
- 세리에 A: 1967–68
- 코파 이탈리아: 1971–72, 1972–73
- 유러피언컵: 1968–69
- 유러피언 컵위너스컵: 1967–68, 1972–73
- 인터콘티넨털컵: 1969

### 국가대표팀
이탈리아 국가대표팀
- 유럽 축구 선수권 대회: 1968
- 월드컵 준우승: 1970

### 개인
- 세리에 A 득점왕: 1967–68 (15골)[1][8]
- 밀란 명예의 전당[1]